# Geramaradi, Tarikere
Geramaradi là một làng thuộc tehsil Tarikere, huyện Chikmagalur, bang Karnataka, Ấn Độ.